# Georgi Georgiew-Gec
Georgi Iwanow Georgiew-Gec, bułg. Георги Иванов Георгиев – Гец (ur. 4 października 1926 w Razpopowci, obecnie Elena; zm. 2 listopada 1996 w Sofii) – bułgarski aktor filmowy i teatralny.

## Życiorys
Od 1953 do końca życia był związany z Teatrem Narodowym w Sofii, współpracował z reżyserami: Moisem Benieszem, Krystjo Mirskim, Gieorgijem Towstogonowem, Asenem Szopowem i Krikorem Azarjanem. Odgrywał role w dramatach klasycznych - Hrabiego Glostera w Królu Learze Szekspira, Czorbadżiego Marka w Pod jarzmem Iwana Wazowa, oraz współczesnych - Generała Czarnoty w Ucieczce Bułhakowa, Czepurnoja w Dzieciach słońca Gorkiego i XX w Emigrantach Mrożka. Grał także rol filmowe - m.in. Na każdym kilometrze (1969) Petyra Wasilewa-Milewina.